# Finn T. Isaksen
Finn Trond Isaksen (* 26. April 1924 in Frogn, Fylke Akershus; † 29. September 1987) war ein norwegischer Politiker der Senterpartiet, der zwischen 1983 und 1985 Landwirtschaftsminister in der Regierung von Ministerpräsident Kåre Willoch war.

## Leben
Isaksen, Sohn des Landwirts Torgeir Isaksen und dessen Ehefrau Anne Cesilie Strekerud, begann nach dem Besuch der Volks- und Mittelschule in Drøbak und dem Abschluss des Ski Gymnas 1944 eine Ausbildung an der Landwirtschaftsschule in Sem. Ein darauf folgendes Studium der Agrarwissenschaften an der Norwegischen Landwirtschaftshochschule (Norges landbrukshøgskole) schloss er 1950 als Agronom ab.
Im Abschluss war er zwischen 1951 und 1952 für ein Jahr mit einem Forschungsstipendium am Agrarökonomischen Institut NLI (Norges landbruksøkonomiske institutt) und danach von 1953 bis 1960 erst Berater und später Direktor der Gesellschaft für Umweltschutz, ehe er zwischen 1960 und 1987 Geschäftsführender Direktor der Norwegischen Fleisch- und Speckzentrale (Norges Kjøtt- og Fleskesentral) war. Für seine Verdienste wurde er unter anderem 1959 mit der Königlichen Verdienstmedaille in Gold sowie 1960 mit der Verdienstmedaille der Königlichen Gesellschaft für Umweltschutz ausgezeichnet.
Darüber hinaus übernahm er mehrere Funktion in der Privatwirtschaft und war zwischen 1968 und 1974 Vorsitzender des Aufsichtsrates der zu Norsk Hydro gehörenden Aluminiumwerkes in Årdal und Sunndal (A/S Årdal og Sunndal Verk) und zugleich von 1968 bis 1981 Vorsitzender des Kontrollausschusses sowie anschließend zwischen 1974 und 1981 Vorsitzender der Unternehmensversammlungen des A/S Årdal og Sunndal Verk. In dieser Zeit war er zwischen 1968 und 1971 auch Vorsitzender des Schulrates.
In der Legislaturperiode 1977/81 war er Vararepresentant für das Storting im Fylke Akershus.
Daneben engagierte er sich zwischen 1963 und 1983 als Vorsitzender der Direktion der Osloer Dampfküchen (Christiania Dampkjøkken) und war ebenfalls von 1971 bis 1981 Vorstandsvorsitzender der Osloer Volksrestaurants sowie zwischen 1979 und 1982 Vorsitzender der Gruppe Fleisch in der Internationalen Föderation landwirtschaftlicher Produzenten. Isaken fungierte ferner zwischen 1981 und 1983 als Vorsitzender des Aufsichtsrates des Landwirtschaftsverlages (Landbruksforlaget) und ferner 1982 als Vorsitzender des Aufsichtsrates der Bøndernes Bank, dessen Vize-Vorsitzender er zuvor zwischen 1975 und 1982 war.
Am 8. Juni 1983 wurde Isaksen bei einer Kabinettsumbildung als Nachfolger von Johan Christen Løken von Ministerpräsident Kåre Willoch als Landwirtschaftsminister (Landbruksminister) in dessen Kabinett berufen und bekleidete diese Funktion bis zur Ablösung durch seinen Parteifreund Svein Sundsbø im Rahmen einer neuen Kabinettsumbildung am 4. Oktober 1985.